# Adva
Adva (tigrinjsko ዓድዋ; amharsko ዐድዋ; črkovano tudi Adova ali Aduva) je mesto in ločen okraj (voreda) v regiji Tigraj v Etiopiji. Kraj je znan po bližini bitke pri Advi leta 1896, v kateri so etiopski vojaki premagali italijanske čete in tako kot eni izmed redkih preprečili evropski kolonializem. Leži v osrednjem območju regije Tigraj na koordinatah 14°10′N 38°54′E / 14.167°N 38.900°E in nadmorsko višino 1907 metrov.

## Zgodovina

### Izvori
Po mnenju Richarda Pankhursta Adva izhaja iz imena Adi Ava (ali Va), 'vas Ava'. Ava so pleme, ki je bilo omenjeno v anonimnem Monumentum Adulitanum, ki je nekoč stal v Adulisu.
Francisco Alvares je zapisal, da je portugalska diplomatska misija avgusta 1520 šla mimo Adve, ki jo je imenoval »hiše sv. Mihaela«.

### 18. stoletje
Z letom 1700 je bil kraj rezidenca guvernerja province Tigraj, Adva pa je zasenčila Debarvo, tradicionalni sedež bahr negaša (vojvoda severne Etiopije) ter najpomembnejše mesto severne Etiopike. Mesto je imelo zadosten trgovski vpliv in je imela funkcijo nagadrasa. Najzgodnejša znana oseba, ki je imela to funkcijo, je bil grški priseljenec Jani iz Adve, Petrov brat, komornik cesarja Ijoasa I. Adva je bilo v 19. stoletju dom majhne kolonije grških trgovcev.
Mesto Adva je pridobilo velik pomen zaradi ustanovitve stalne prestolnice v Gondarju. Kot je zapisal popotnik James Bruce, je bila Adva na »ravnem terenu, skozi katerega mora vsakdo, ki je na poti od Gondarja do Rdečega morja«. Oseba, ki je nadzorovala to nižino, je lahko zaračunavala donosne cestnine karavanam, ki so šle mimo.

### 19. stoletje
Zaradi svoje lege na tej glavni trgovski poti je omenjeno v spominih številnih Evropejcev iz 19. stoletja, ki so obiskali Etiopijo. Med njimi so Arnaud in Antoine d'Abbadie, Henry Salt, Samuel Gobat, Mansfield Parkyns in Théophile Lefebvre. Po porazu in smrti Ras Sabagadisa v bitki pri samostanu Debre so prebivalci pobegnili iz Adve. Mesto je januarja 1860 med posredovanjem v uporu Ageva Neguse za kratek čas osvojil cesar Tevodros II. Agev Negusa je pred tem mesto požgal in iz njega zbežal.
Po odhodu Tevodrosa je mesto leta 1865 zasedel drug plemič, Vagšum Gobaze, ki je kmalu zahteval naslov cesarja pod imenom Tekle Gijorgis II. Kasneje ga je v bitki, ki je leta 1871 potekala tik pred mestom, premagal tekmec Johanes IV.
Giacomo Naretti je šel skozi Advo marca 1879, potem ko je mesto opustošila epidemija tifusa. Zreducirano je bilo v senco samega sebe, saj je imelo okoli 200 prebivalcev.
Adva je bila predvsem kraj končne bitke prve italijansko-abesinske vojne, kjer se je etiopski cesar Menelik II. boril za obrambo neodvisnosti Etiopije proti Italiji leta 1896. Mesto in njegova okolica sta med boji utrpela precejšnjo škodo. Britanski novinar August B. Wylde po svojem obisku mesta leta 1897 pripoveduje, da je bilo »potovanje po Advi žalosten posel, številne ulice so bile popolnoma zapuščene, mahomedanska četrt je bila brez najemnikov in hiše z izjemo dveh ali treh so bile brez strehe in v ruševinah«.

### 20. stoletje
Skozi Advo je potekala telegrafska linija Asmara-Adis Abeba, ki so jo zgradili Italijani v letih 1902-1904. V Advi je stal tudi urad. Do leta 1905 je veljalo za tretje največje mesto v Tigraju. Telefonska storitev je Advo dosegla do leta 1935, vendar do leta 1954 ni nobene telefonske številke v mestu.
6. oktobra 1935 so italijanske sile vstopile v Advo, potem ko je dvodnevno bombardiranje pretreslo Ras Sejoum Mengeša, da se je naglo umaknil, pri čemer so opustili velike zaloge hrane in drugih zalog. Italijanska divizija Gavinana je s seboj prinesla kamniti spomenik v čast italijanskim vojakom, ki so padli leta 1896. Ta spomenik je bil postavljen takoj po njihovem prihodu in slavnostno odprt 15. oktobra v navzočnosti generala Emilia De Bona. Mesto je prešlo iz italijanskih rok pred 12. junijem 1941, ko je na novo prispela 34. brigada indijskih državnih sil tam postavila pošto.
Med uporom Vojane se je 600 teritorialnih vojakov 22. septembra 1943 umaknilo v Advo. Do leta 1958 je bilo Adva eno od 27 krajev v Etiopiji, ki so bili uvrščeni med prvorazredne občine. V 1960-ih mesto ni bilo le izobraževalno središče, ampak tudi zgodnje žarišče tigrajskih nacionalističnih nesoglasij, na kar kaže dejstvo, da so vsi trije voditelji Tigrajske ljudske osvobodilne fronte (TPLF) v 22-letnem obdobju od 1975 do 1997, Aregawi Berhe, Sebhat Nega in Meles Zenawi, prišli iz Adve in obiskovali mestno državno šolo.
Adva je bila pogosta tarča napadov TPLF med etiopsko državljansko vojno: leta 1978 je TPLF napadla Advo; leta 1979 so neuspešno poskušali oropati banko. Mesto je zasegla TPLF marca 1988, preden jo je junija 1988 ponovno zavzel etiopski 604. armadni korpus. Po bitki za Šire je mesto do konca februarja 1989 padlo pod nadzor TPLF. 23. junija 1990 so etiopske zračne sile iz zraka bombardirale Advo, ena oseba je bila ranjena, o smrtnih žrtvah niso poročali.

### 21. stoletje
Med tigrajsko vojno so Advo 24. novembra 2020 zasegle Etiopske nacionalne obrambne sile (ENDF), junija 2021 pa so jo ponovno zavzele TPLF. 18. oktobra 2022 so mesto ponovno zavzele ENDF.

## Demografija
Na podlagi nacionalnega popisa leta 2007, ki ga je izvedla Centralna statistična agencija Etiopije (CSA), je imelo mesto 40.500 prebivalcev, od tega 18.307 moških in 22.193 žensk. 90,27 % prebivalcev se je razglasilo za etiopske pravoslavne kristjane, 9,01 % prebivalcev pa je bilo muslimanov.

## Mestne znamenitosti
Adva je dom več pomembnih cerkva: Adva Enda-Gebri'el (zgradil Dejazmač Volde Gebriel), Adva Enda-Marjam (zgradil Ras Anda Hajmanot), Adva Edna-Medhane`Alem (zgradil Ras Sabagadis), Adva Nigiste-Saba (srednja šola kraljice iz Sabe) in Adva Enda-Selasse. V bližini Adve je samostan Aba Garima, ki ga je v 6. stoletju ustanovil eden od devetih svetnikov in je znan po evangelijih iz 10. stoletja. V bližini je tudi vas Fremona, ki je bila baza jezuitov v 16. stoletju, ki so bili kot misijonarji poslani v 16. stoletju.